# خانه پیشه‌وران
خانه پیشه‌وران؛ نام خانه‌ای تاریخی مربوط به دورهٔ پهلوی است و در شهرستان مشهد، شهر مشهد، خیابان خسروی، کوچه سه شهید، پلاک ۴۲ واقع شده و این اثر در تاریخ ۲۵ مرداد ۱۳۸۴ با شمارهٔ ثبت ۱۳۳۶۵ به‌عنوان یکی از آثار ملی ایران به ثبت رسیده‌است.